# Laeliocattleya
Laeliocattleya (abreviado Lc.) en el comercio.
es un híbrido intergenérico entre los géneros de orquídeas Laelia y Cattleya.
Debido a la reciente decisión de RHS (la autoridad internacional de  registro de orquídeas) para reconocer la reducción de las Laelias brasileñas  y todo el género Sophronitis de sinonimia bajo Cattleya , muchos híbridos que han sido previamente descritos como Laeliocattleyas se clasifican ahora como Cattleyas . (Por ejemplo, C. George Cutler)

## Especies
- Laeliocattleya calimaniana (L.C.Menezes) Van den Berg, Neodiversity 5: 16 (2010).
- Laeliocattleya menezesiana Van den Berg, Neodiversity 5: 16 (2010).
- Laeliocattleya micheliniana (Campacci) Van den Berg, Neodiversity 5: 16 (2010).
- Laeliocattleya pernambucensis (L.C.Menezes) J.M.H.Shaw, Orchid Rev. 115(1277, Suppl.): 27 (2007).